# 波韦利亚诺
波韦利亚诺（義大利語：Povegliano），是意大利威尼托大区特雷维索省的一个市镇。总面积12平方公里，人口5069人，人口密度422.4人/平方公里（2009年）。国家统计（ISTAT）代码为026062。